# جائزة نوبل في الأدب 2003
مُنحت جائزة نوبل في الأدب عام 2003 للروائي الجنوب أفريقي   جون ماكسويل كوتزي (ولد عام  1940)، المعروف باسم جي إم كوتزي، "الذي صور بأشكال لا حصر لها المشاركة المفاجئة للغريب".  وهو الكاتب الأفريقي الرابع الذي يحصل على هذا التكريم  والثاني من جنوب أفريقيا بعد نادين جورديمر عام 1991. 

## الحائز على جائزة
يتميز نثر جي إم كوتزي بالدقة والتحليل، ويمتد عبر روايات السيرة الذاتية إلى الروايات القصيرة، ومن المقالات إلى الترجمات. ظهر لأول مرة في عام 1974 برواية بلاد الغسق، لكن انطلاقته الدولية جاءت بعد سنوات قليلة مع رواية في انتظار البرابرة في عام 1980. الموضوع المتكرر في رواياته هو الموقف الحاسم، حيث يتم اختبار الصواب والخطأ وحيث تصبح نقاط ضعف الناس وهزيمتهم أساسية لتطور القصة. تشمل رواياته الأخرى حياة وأوقات مايكل ك (1983)، العار (1999)، وثلاثيته "يسوع": طفولة يسوع (2013)، أيام مدرسة يسوع، وموت يسوع (2019).  

## محاضرة نوبل
ألقى جي إم كوتزي محاضرة نوبل بعنوان "هو ورجله" في الأكاديمية السويدية في 7 ديسمبر 2003.  تعرض محاضرته شخصيات روبنسون كروزو ودانيال ديفو التي تقتبس على نطاق واسع من كتاب ديفو "مجلة سنة الطاعون" (1722) وجولة عبر جزيرة بريطانيا العظمى بأكملها (1724-1926) حيث يستكشف العديد من الاهتمامات ذات الأهمية المركزية لأنشطة القراءة والكتابة، وكان أبرزها ظاهرة الإزاحة أو الاستبدال التي تبدو لا مفر منها والتي وصفها بشكل أفضل بأنها "اللحن في اللغة".  

## انظر ايضا
ثلاثية يسوع (جون م كوتزي)

## روابط خارجية
- إعلان الجائزة لعام 2003 nobelprize.org
- كلمة حفل توزيع الجوائز nobelprize.org
- دبلومة نوبل nobelprize.org